# 정말 좋아!!
《정말 좋아!!》는 2008년 1월 17일부터 3월 20일까지, TBS에서 매주 목요일 22:00-22:55에 방송된 드라마.
주연을 맡은 카리나는 이번 작품이 첫 주연. 역을 위해 머리를 숏커트로 잘랐다.

## 캐스팅
- 후쿠하라 유즈 - 카리나, 마츠모토 다마키(아역)
- 후쿠하라 렌 - 히라오카 유타
- 후쿠하라 히마와리 - 호시노 리네, 마츠모토 루나, 사사키 마오
- 사와다 코토네 - 후쿠다 사키

드라마 오리지널 캐릭터. 소스케의 동생. 어렸을 때 양친을 여의고 시설에서 자랐다. 갑자기 시설을 나와 유즈네 가족 앞에 나타나고, 유즈의 모친 미요코의 허락으로 유즈네 집에서 살게 된다. 지적장애인에 대한 편견에 분개하는 일이 잦아 매번 미요코에게 얼러진다.
고등학교 졸업 후 유즈네 집에서 독립해 자취를 하고, 평범한 직장인으로 지낸다. 렌을 짝사랑 한다.
- 안자이 마코 - 콘노 마히루
- 후지카와 나츠메 - 우스다 아사미
- 오카모토 유야 - 렌 하루쿠(사토 오사무) : 장애인 센터 탄포포에서 일하는 지원 스텝.
- 다나카 모모카 - 콘노 나루미 : 떡집 주인 '키요이치로'의 딸.
- 노무라 요코 - NEGUMI : 유즈의 친구.
- 다나카 키요하루 - 아이지마 가즈유키
- 시모야나기 - 오토나시 미요코
- 후지카와 게이스케 - 오노데라 아키라 : 나츠메의 부.
- 사와다 소스케 - 나카무라 슌스케 (특별출연)
- 후쿠하라 미요코 - 기시모토 가요코
- 가츠카와 세츠코 - 요 기미코 : 보건사

## 스태프
- 감수 - 사회복지법인 전일본 손을 잡은 육성회
- 각본 - 시노자키 에리코, 와타나베 치호, 아라이 슈코
- 연출 - 다케무라 겐타로, 호리 히데키, 츠카하라 아유코
- 프로듀서 - 야마모토 가즈오, 가와니시 다쿠
- 음악 - 곤도 유키오, 고니시 카요
- 기술 - 포춘
- 미술 - 악스
- 기획 - 드라마디자인사
- 제작 - TBS

## 음악
- 주제가 : melody. 「하루카」(遥花~はるか)
- 삽입곡 : 야요이 「끊이지 않는 사랑의 메시지」(途切れない愛のメッセージ 도기레나이아이노-[*])

## 서브타이틀·시청률
| 각 화                                                    | 방송일          | 서브타이틀           | 각본            | 연출            | 시청률 |
| -------------------------------------------------------- | --------------- | -------------------- | --------------- | --------------- | ------ |
| 제1화                                                    | 2008년 1월 17일 | 나, 엄마가 될래      | 시노자키 에리코 | 다케무라 겐타로 | 10.9%  |
| 제2화                                                    | 2008년 1월 24일 | 내가 키울 거야!      | 와타나베 치호   | 다케무라 겐타로 | 11.5%  |
| 제3화                                                    | 2008년 1월 31일 | 친구가 필요해요      | 와타나베 치호   | 호리 히데키     | 9.1%   |
| 제4화                                                    | 2008년 2월 07일 | 나, 일할래!          | 와타나베 치호   | 호리 히데키     | 10.8%  |
| 제5화                                                    | 2008년 2월 14일 | 놀아주지 않아        | 아라이 슈코     | 츠카하라 아유코 | 11.7%  |
| 제6화                                                    | 2008년 2월 21일 | 아빠는 어디 갔어?    | 와타나베 치호   | 다케무라 겐타로 | 11.1%  |
| 제7화                                                    | 2008년 2월 28일 | 결혼 해줘!           | 와타나베 치호   | 호리 히데키     | 12.8%  |
| 제8화                                                    | 2008년 3월 06일 | 우리 집에 놀러 와요! | 와타나베 치호   | 츠카하라 아유코 | 11.4%  |
| 제9화                                                    | 2008년 3월 13일 | 엄마 죽지마...       | 와타나베 치호   | 호리 히데키     | 11.9%  |
| 최종화                                                   | 2008년 3월 20일 | 누가 좀 도와줘요!    | 와타나베 치호   | 다케무라 겐타로 | 13.3%  |
| 평균시청률 11.5% (시청률은 간토 지방 비디오 리서치 조사) |                 |                      |                 |                 |        |